# Gustaf Adolf Bröms
Gustaf Adolf Bröms, adlad Lilliestråle, född 14 maj 1716 i Strängnäs, död 8 juni 1773 på Aleby i Ytterselö socken var en svensk präst och orientalist.
Han var son till superintendenten Ingemund Bröms och Magdalena Elisabeth Wetzler (1685-1728) som var dotter till Peter Petersson Wetzler samt från 1763 gift med Maria Catharina von Palmcrona (1744-1811) som var dotter till lagmannen i Uppland Carl Gustaf Boberg (1714-1771) adlad von Palmcrona. Han var far till Carl Ingemund Lilliestråle och bror till Axel Erik Bröms, Lorentz Ingemund Bröms, Carl Peter Bröms och Joakim Vilhelm Lilliestråle
Bröms blev student vid Uppsala universitet 1724 och 1739 resta han till universitetet i Jena, Halle och Göttingen för att bedriva utrikes studier. Bröms blev lektor i latin vid gymnasiet i Strängnäs 1759 och var från 1764 även lektor i grekiska där. Han prästvigdes 1764 och var därefter teologie lektor samt prost och kyrkoherde i Aspö prebendepastorat i Strängnäs stift. Bröms var teologie doktor 1772 vid kung Gustaf III:s kröning. 
Bröms var känd för mycken lärdom och särdeles insikt i de Österländska språken samt har för flera av dem utarbetat grammatikor, som han i handskrift efterlämnade jämte en förbättrad översättning av de flesta böckerna i den heliga skrift. Han var en trogen medarbetare till biskop Serenius i Strängnäs vid gångsättandet av den nya svenska bibelöversättningen, och har tillsammans med brodern Joakim Vilhelm Lilliestråle skrivit  instruktionen för 1773-års  bibelkommissionen. Tillsammans med sina syskon blev han adlad 1756 för sin avlidne faders förtjänster, men i ordningen efter sin yngste broder. Han introducerades 1773 under nummer 1987. Bröms är begravd i Ytterselö kyrka.